# Französischer Adel
Der französische Adel ist – wie der deutsche – aus dem Lehnswesen des Mittelalters entstanden und war bis zur Revolution von 1789 in einen hohen und einen niederen Adel eingeteilt.

## Geschichte
Der Hohe Adel (zu welchem auch Seitenlinien der herrschenden Kapetinger gehörten) führte jahrhundertelang einen blutigen Kampf gegen die Königsmacht, der zeitweise auch mit konfessionellen Gegensätzen zusammenhing und aus dem das siegreiche Königtum gestärkt hervorging.

### 17. bis 18. Jahrhundert
Im Verlauf des 17. Jahrhunderts gelang es den Bourbonen – als den letzten regierenden Kapetingern – und ihren Ministern Richelieu und Mazarin schließlich, durch Verbindung mit den protestantischen Mächten und durch antihabsburgische Politik, die Macht des Adels völlig zu brechen und ihn in einen Hofadel am glänzenden Hof von Versailles zu verwandeln. Die kostspielige Haushaltung und Garderobe bei Hofe, neben dem dort üblichen Kartenspiel um Geld, führte für viele Landedelleute zum moralischen und wirtschaftlichen Ruin. Der ältere Adel wurde auch durch die Einführung des Dienstadels (noblesse de robe) erheblich geschwächt. Das einzige Privileg, das diesem stark vermehrten Adel blieb, war die Steuerfreiheit, an der bis zur Revolution starr festgehalten wurde und die die Kluft zwischen dem Adel und dem Bürgertum erweiterte.

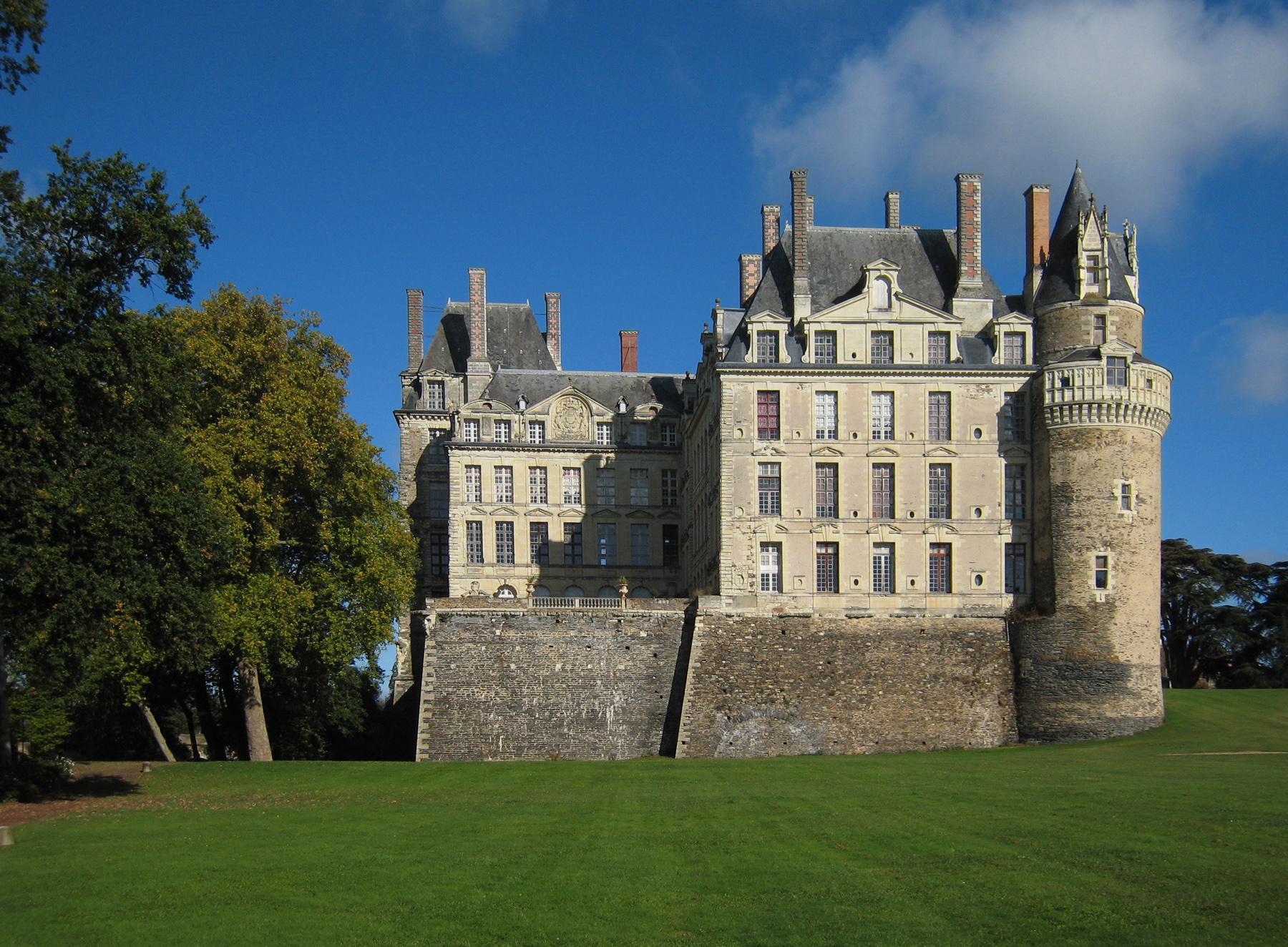
Schloss Brissac, Sitz der Herzöge von Brissac

Der alte Adel verwaltete seine durch den Feudalismus erworbenen großen Ländereien von seinen Schlössern aus (siehe: Liste von Burgen, Schlössern und Festungen in Frankreich). Viele Adelsfamilien besaßen auch Stadtpalais (Hôtels particuliers) in den Städten der Umgebung, die einflussreichsten hielten sich solche in der Hauptstadt (siehe: Hôtels particuliers in Paris), wobei im Mittelalter und in der Renaissancezeit das Marais der beliebteste Ort war, in dem noch heute zahlreiche Adelspalais aus alter Zeit erhalten sind, während im 17. und 18. Jahrhundert der elegante Faubourg Saint-Germain in Mode kam, in dem die prächtigsten Barockpalais stehen. Auch in der Stadt Versailles befinden sich zahlreiche barocke Adelspalais, ebenso etwa in Lyon oder Bordeaux.
Im Ancien Régime wurden verhältnismäßig wenige Rangtitel verliehen; die Titel der großen Häuser gingen zumeist aufs Mittelalter zurück und bezogen sich auf Territorien im Besitz der Familie, die als Herzogtümer, Fürstentümer, Markgrafschaften, Grafschaften, Vizegrafschaften oder Baronien anerkannt waren. Die Adelstitel selbst hatten sich aus ursprünglichen Amts- oder Funktionsbezeichnungen bzw. Rechtsstellungen des Frühmittelalters entwickelt. Mit dem Aussterben einer Familie im Mannesstamm gingen diese Titel samt dem Erbe an andere Familien über, hingen aber am Besitz. Bisweilen wurden Grundherrschaften (Seigneurien) zu Grafschaften erhöht, um den Inhaber auszuzeichnen, etwa 1429 die Grafschaft Laval, oder auch Grafschaften zu Herzogtümern, wie 1611 das Herzogtum Brissac. Den jeweiligen Titel führten aber nur der Inhaber des Besitzes sowie seine Frau als Erstgeburtstitel, der älteste Sohn führte bei hochadligen Familien oft einen eigenen Titel, für jüngere Söhne gab es bisweilen Sekundogeniturtitel, die Söhne von Herzögen etwa waren in der Regel Marquis oder Grafen, die Kinder von Grafen oft Vicomtes oder unbetitelt.
Im französischen Adel gab es keine Adelsmatrikel, was nicht selten fragwürdige Selbstnobilitierungen oder Rangerhöhungen zur Folge hatte. Viele der alten, eigentlich untitulierten Adelsfamilien führten Rangtitel, die sie sich bei Hofe selbst zugelegt hatten und die dort stillschweigend akzeptiert wurden. Die Könige hatten nach den Erfahrungen der Fronde nicht den Wunsch, den Adel erneut gegen sich aufzubringen. Oft wurden diese selbst verliehenen Titel auf den Besitzungen der Familien auch in die Kirchenbücher eingetragen. Diese angemaßten, nie verliehenen Titel werden in Frankreich als titres de courtoisie (Höflichkeitstitel) bezeichnet. In der Spätzeit der Bourbonenkönige wurde sogar ein umfangreicher Handel mit Bestätigungsurkunden getrieben. Im deutschen Gotha sind solche Titel, etwa bei Einheiraten, nicht eintragungsfähig. Wegen der seit dem Hochmittelalter bestehenden Einheitsmonarchie gab es naturgemäß auch keine der Reichsunmittelbarkeit entsprechende Souveränitätsstellung einzelner Familien wie etwa im deutschen Adel (siehe auch: Hochadel); die Rangunterschiede im mittelalterlichen Uradel, der gemeinsam mit dem neuzeitlichen Briefadel später in einem einheitlichen Hof- und Titularadel aufging, waren dort folglich einerseits umstrittener, andererseits aber auch deutlich weniger ausgeprägt als im Heiligen Römischen Reich, was sich auch an der durchgängigen Anrede „Monsieur de …“ oder „Madame de …“ ohne weitere Erwähnung des Rangtitels zeigt, die vom einfachen Ritter bis zum Herzog innerhalb des französischen Adels bis heute gebräuchlich ist, während im deutschen Sprachraum stets die Anrede mit Titeln üblich war.

### Französische Revolution
Mit dem Beginn der Französischen Revolution am 4. August 1789 wurden die Vorrechte des Adels von der Konstituante abgeschafft, der Adel behielt aber seine Titel. Bauern konnten bei ihren bisherigen Landherren ihr Land für eine Summe des 20-Fachen der bisherigen jährlichen Abgaben auslösen. Am 26. August 1789 trat die Erklärung der Menschen- und Bürgerrechte in Kraft, aber erst am 19. Juni 1790 wurden die Erbrechte der Adelstitel abgeschafft. Während der Terrorherrschaft wurden mehrere Tausend Adlige getötet, durch die Guillotine, durch Lynchmorde ohne Prozess, oder starben in Gefangenschaft; Abertausende emigrierten.

### Erstes Kaiserreich

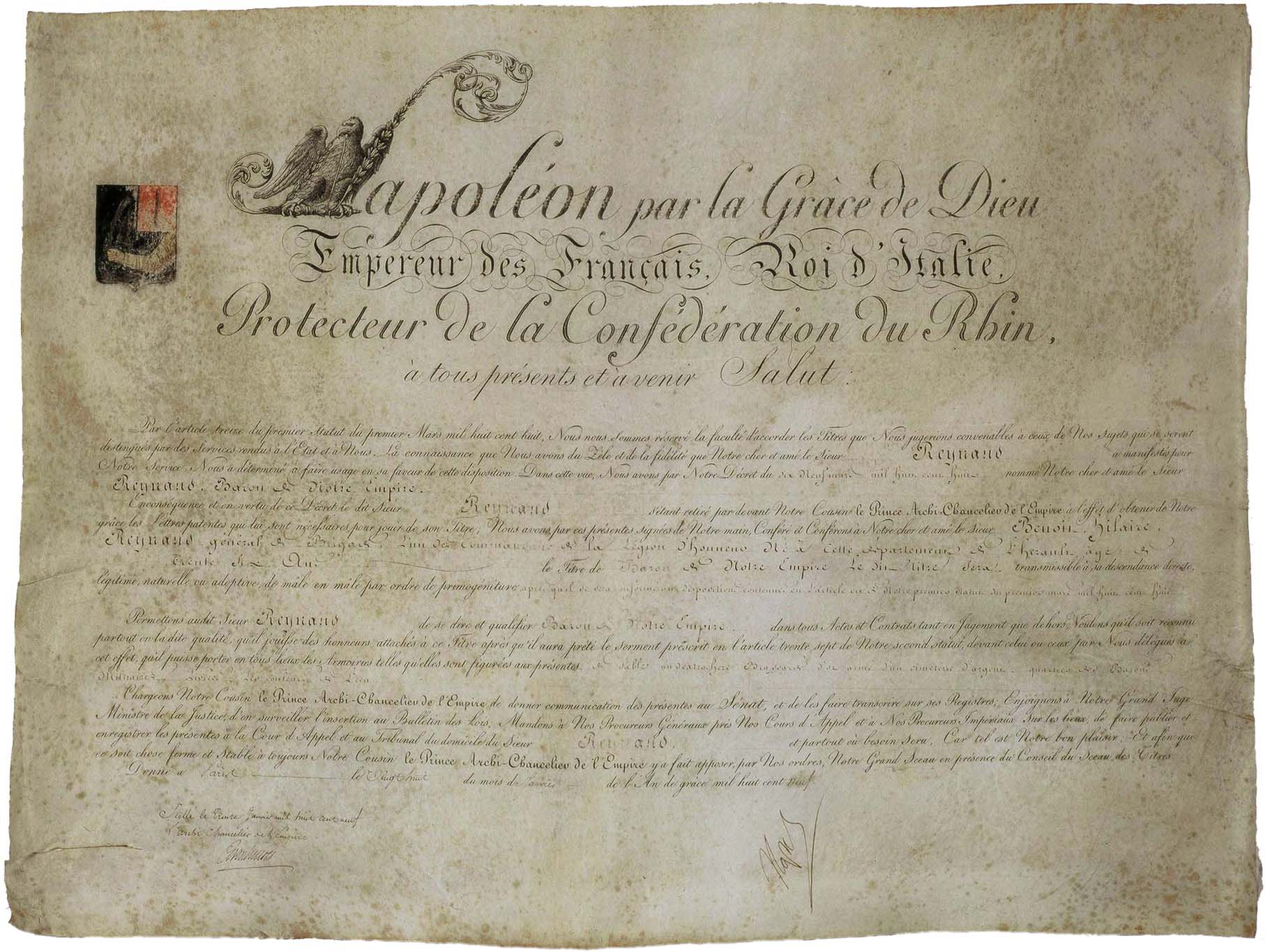
Adelsbrief Napoleons für General Reynaud als baron de l’Empire mit Verleihung eines Wappens, 1808

Napoleon Bonaparte schuf, nachdem er Kaiser der Franzosen geworden war, durch zwei Dekrete vom 14. August 1806 und 1. März 1808 in seinem Kaiserreich einen neuen Adel aus Personen, die ihm dienten. Diese napoleonische Noblesse d’Empire („Adel des Kaiserreichs“) sollte allein auf Ergebenheit gegenüber dem Kaiser und Verdiensten um das Kaiserreich beruhen und sich auf diese Weise vom alten, bis zur Revolution existierenden Aristokratie des Ancien Régime abheben.

#### Rangstufen
Die Noblesse d’Empire gliederte sich in fünf Rangstufen (chevalier de l’Empire, baron de l’Empire, comte de l’Empire, duc de l’Empire, prince de l’Empire) sowie die grand-dignitaires und verfügte mit der napoleonischen Heraldik über ein genau reguliertes heraldisches System, das den Rang eines Wappeninhabers auch bildlich kenntlich machte, beispielsweise durch unterschiedliche heraldische Kopfbedeckungen in Form von Federhüten (toques):
| Adelsränge der Noblesse d’Empire und in der napoleonischen Heraldik |                   |                   |                 |                  |                    |
| chevalier de l’Empire                                               | baron de l’Empire | comte de l’Empire | duc de l’Empire | grand-dignitaire | prince de l’Empire |

Ähnlich wie beim italienischen, spanischen und britischen Adel genoss auch bei der napoleonischen Noblesse d’Empire ein prince („Fürst“) rangmäßigen Vorrang vor einem duc („Herzog“), während z. B. im Heiligen Römischen Reich, im Kaiserthum Österreich oder im Deutschen Reich ein Herzog rangmäßig über einem Fürsten stand (siehe dazu auch den Abschnitt „Internationale Unterschiede“ im Artikel Adelstitel).
Ein in der Noblesse d’Empire verliehener Adelstitel galt zunächst auf Lebenszeit des Ausgezeichneten. An eine etwaige Erblichkeit des Titels waren materielle Bedingungen geknüpft, d. h. ein potentieller Titelerbe musste finanziell dazu in der Lage sein, ein „standesgemäßes Leben“ zu führen, worunter man in erster Linie einen entsprechend großen Güter- bzw. Grundbesitz verstand.
Die unterste Stufe der Noblesse d’Empire, chevalier, konnte durch Aufnahme in die von Napoleon 1802 gestiftete Ehrenlegion erlangt werden. Ein chevalier, dessen Vater und Großvater ebenfalls diesen Titel erworben hatten, hatte Anspruch auf Verleihung des erblichen chevalier-Titels durch ein entsprechendes Adelsdiplom, sofern auch er die bereits beschriebenen materiellen Bedingungen für die Erblichkeit von Adelstiteln erfüllen konnte.

#### Verleihungszahlen

Wappen von Joseph Fouché (1808): Das blaue Freiviertel im rechten Obereck weist auf den Rang des Inhabers als comte de l’Empire hin, der darin befindliche Löwenrumpf ist das Amtssymbol eines Ministers.

Im Zeitraum von 1808 bis 1814 wurden in der Noblesse d’Empire insgesamt 3224 Titel verliehen (davon 22,5 % an Adelige des Ancien Régime). Von Personen aus seiner engeren Verwandtschaft (z. B. aus den Familien Bonaparte, Beauharnais, Murat, Borghèse, Baciocchi) abgesehen, verlieh Napoleon 8-mal den Titel eines prince, 34-mal den Titel eines duc de l’Empire, 417-mal den Titel eines comte de l’Empire, 1550-mal den Titel eines baron de l’Empire und 1317-mal den Titel eines chevalier de l’Empire. Französische Heerführer in der Zeit der Revolutionskriege erhielten von Napoleon häufig Titel, die an erfolgreiche Schlachten erinnern sollten, wie dies besonders bei den kaiserlichen Marschällen deutlich zu Tage tritt.
Der Titel eines Marquis wurde im Kaiserreich Napoleons nicht verliehen. Neben neuen Nobilitierungen nahm Napoleon auch einen Teil des Adels des Ancien Régime in sein System der Noblesse d’Empire auf und verlieh ihm neue Titel und Wappen. Nach dem Sturz Napoleons und der Restauration der Bourbonen hatten die meisten Adelstitel der Noblesse d’Empire weiterhin Bestand. Von den von Napoleon in den Adelsstand erhobenen Familien existierten 1975 noch 239 Familien.

#### princesundducsde l’Empire

Wappen von Jean-Baptiste Bernadotte (1808): Das blaue Schildhaupt mit dem napoleonischen Adler und die Form des Wappenmantels weisen auf den Rang des Inhabers als prince souverain hin, die grekreuzten Marschallstäbe auf seinen Rang als Maréchal d’Empire und die Ordensinsignie an der Kette auf seinen Rang als Großkreuz-Ritter der Ehrenlegion.

Wappen von Louis-Nicolas Davout (1808): Das rote Schildhaupt mit den Sternen und die Form des Federhutes weisen auf den Rang des Inhabers als duc de l’Empire hin, dazu Marschallstäbe und das Großkreuz der Ehrenlegion.

Die acht princes der Noblesse d'Empire lassen sich unterteilen in die vier princes souverains, die von Napoleon mit der Herrschaft über einen Vasallenstaat des französischen Kaiserreichs betraut wurden, und in die vier princes de l’Empire ohne einen eigenen Vasallenstaat, welche von Napoleon nach erfolgreichen Schlachten aber Geldgeschenke in hohen Summen und Grundbesitz erhielten.
Die vier princes souverains waren:
- 1806: Berthier (GdE, MdE, prince souverain de Neuchâtel et de Valangin),

Bernadotte (MdE, prince souverain de Pontecorvo),
Talleyrand-Périgord (GdE, prince souverain de Bénévent)
- 1807: Lannes (MdE, prince souverain de Sievers)

Die vier princes de l’Empire waren:
- 1809: Davout (MdE, prince d'Eckmühl), Berthier (GdE, MdE, prince de Wagram)
- 1810: Massena (MdE, prince d'Essling)
- 1813: Ney (MdE, prince de la Moskowa)

Die 34 ducs de l’Empire waren:
- 1807: Lefebvre (MdE, duc de Dantzig)
- 1808: Arrighi de Casanova (duc de Padoue), Davout (MdE, duc d'Auerstaedt), Cambacérès (GdE, duc de Parme), Lebrun (GdE, duc de Plaisance), Massena (MdE, duc de Rivoli), Augereau (MdE, duc de Castiglione), Marmont (MdE, duc de Raguse), Duroc (duc de Frioul), Kellermann (MdE, duc de Valmy), Savary (duc de Rovigo), Ney (MdE, duc d'Elchingen), Caulaincourt (duc de Vicence), Lannes (MdE, duc de Montebello), Soult (MdE, duc de Dalmatie), Moncey (MdE, duc de Conegliano), Mortier (MdE, duc de Trevise), Victor (MdE, duc de Bellune), Macdonald (MdE, duc de Tarente)
- 1809: Junot (duc de Abrantès), Bessieres (MdE, duc d'Istrie), Fouché (duc d’Otrante), Champagny (duc de Cadore), Clarke (duc de Feltre), Gaudin (duc de Gaëte), Régnier (duc de Massa), Maret (duc de Bassano)
- 1810: Dalberg (duc de Dalberg), Oudinot (MdE, duc de Reggio)
- 1812: Suchet (MdE, duc d'Albuféra)
- 1813: Decrès (duc Decrès)
- 1814: Talleyrand-Périgord (GdE, duc de Dino)
- 1815: Girard (duc de Ligny)

Marschall Berthier war sowohl prince souverain (de Neuchâtel et de Valangin) als auch prince de l’Empire (de Wagram) und grand-dignitaire. Die Marschälle Davout (prince d'Eckmühl, duc d'Auerstaedt), Massena (prince d'Essling, duc de Rivoli) und Ney (prince de la Moskowa, duc d'Elchingen) waren sowohl princes de l’Empire als auch ducs de l’Empire, während Marschall Lannes zum einen prince souverain (de Sievers) und zum anderen duc de l’Empire (de Montebello) war.

#### comtesde l’Empire
Zu den 417 comtes de l’Empire zählten u. a. Brune (MdE, comte de Brune), Chaptal (comte de Chanteloup), Clarke (comte d’Hunebourg),
Gouvion Saint-Cyr (MdE, comte de Gouvion Saint-Cyr), Grouchy (MdE, comte de Grouchy), Jourdan (MdE, comte de Jourdan), Mouton (MdE, comte de Lobau), Sérurier (MdE, comte de Sérurier) sowie Vandamme (comte d’Unebourg).

### Restauration der Bourbonen
Die Bourbonenrestauration von 1814 erkannte die napoleonische Noblesse d’Empire formell an und setzte den alten Adel wieder in seine Titel ein, duldete aber auch stillschweigend, dass Angehörige des alten niederen Adels die Titel von Baronen, Grafen und Marquis annahmen, ohne sie freilich jemals zu bestätigen. Diese Selbstadelung ist ein Phänomen, das noch heute in Frankreich vorhanden ist (etwa 10.000 Familien waren 2004 „falscher Adel“). Ein bekanntes Beispiel ist die Familie des späteren dänischen Prinzgemahls Henri de Laborde de Monpezat, die sich selbst einen Grafentitel zulegte. Der Vater des französischen Staatspräsidenten Valéry Giscard d’Estaing nahm 1922 den Namen und das Wappen einer erloschenen Adelsfamilie an, die zu seinen Ahnen zählte.

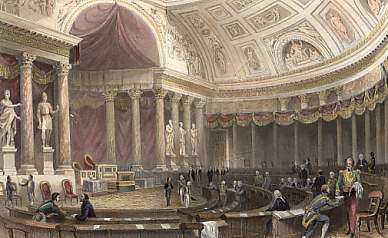
Der Sitzungssaal des Chambre des Pairs im Palais du Luxembourg (1841)

Das Bürgerkönigtum des Louis Philippe restituierte 1830 bis 1848 das von den Bourbonen errichtete Oberhaus wieder und verlieh erbliche Titel.
Im Rahmen der konstitutionellen Verfassung erhielt der Adel durch die Chambre des Pairs, das Oberhaus des Parlamentes, ein politisches Mitspracherecht.
Nach der Ausrufung der Republik im Rahmen der Februarrevolution 1848 wurden in Rückbesinnung auf die Erklärung der Menschenrechte und den Grundsatz der Gleichheit die Adelsprivilegien und der Adel als Stand endgültig abgeschafft.

### Zweites Kaiserreich

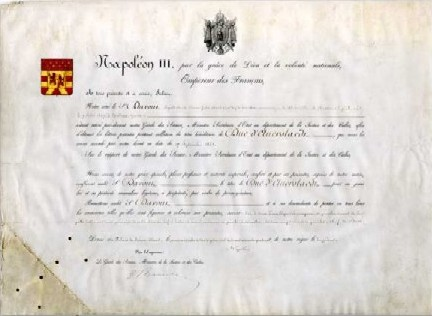
Bestätigung Napoleons III. für Léopold Davout (1829–1904) als 3. duc d’Auerstaedt, 1864

Das Zweite Kaiserreich unter Napoleon III. verlieh ab 1852 weitere Adelstitel, ohne aber den Adel wieder als eigenständigen Stand in Frankreich einzusetzen. Wie bereits im Ersten Kaiserreich erhielten französische Heerführer auch unter Napoleon III. häufig Titel, die an erfolgreiche Schlachten erinnerten, z. B. Mac-Mahon (duc de Magenta) oder Pélissier (duc de Malakoff). Das System der napoleonischen Heraldik, das den Rang eines Wappeninhabers auch bildlich kenntlich machte, wurde für neue Nobilitierungen im Zweiten Kaiserreich hingegen nicht wieder eingeführt.

### Französische Republik
Nach der Ausrufung der Dritten Republik 1870 erließ Staatspräsident Patrice de Mac-Mahon, Angehöriger einer Familie der napoleonischen Noblesse d’Empire und selbst 1859 von Napoléon III. zum Herzog erhoben, 1875 eine Verordnung, die die Verleihung von Adelstiteln beendete, aber die bestehenden Titel als Bestandteil des Namens anerkannte. Dennoch blieb in der Gesellschaft bis ins 20. Jahrhundert ein Bewusstsein für Standesunterschiede bestehen. Die „Welt des Faubourg Saint-Germain“ war im 19. und frühen 20. Jahrhundert ein stehender Begriff für die Familien des Ancien Régime. Diese blickten auf die Noblesse d’Empire, den napoleonischen Neuadel, noch in der Zeit vor dem Ersten Weltkrieg verachtungsvoll herab; die von Napoleon I. geadelten Familien fühlten sich wiederum dem bourgeoisen Neuadel überlegen, der seine Titel erst vom „Bürgerkönig“ oder von Napoleon III. erhalten hatte. Marcel Proust schildert in seiner Romanfolge Auf der Suche nach der verlorenen Zeit (1908–1922) „die Welt des Faubourg Saint-Germain“ in allen Facetten, samt Standesdünkel und Rivalitäten. Bis heute gibt es getrennte Vereinigungen für den Alten Adel und die Noblesse d’Empire.
Die beiden vormals regierenden Dynastien, die Häuser Orléans und Bonaparte, waren von 1886 bis 1950 aus der Republik Frankreich verbannt. Dieses Gesetz hatten 1886 die radikalen Republikaner gegen die Monarchisten durchgesetzt, da eine Wiedereinführung der Monarchie, sei es unter dem Prätendenten Louis Philippe Albert d’Orléans, comte de Paris, sei es durch die Bonapartisten, von einer nur knappen Minderheit in der Nationalversammlung befürwortet wurde. Die Exilierung wurde erst 1950 auf Betreiben von Charles de Gaulle aufgehoben und Henri d’Orléans sowie Louis Napoléon mit ihren Familien die Rückkehr ermöglicht.
Französische Gerichte haben mehrfach, zuletzt nach der Verfassung von 1958 entschieden, dass der Adelsbegriff mit der Gleichheit der Bürger nach der Erklärung der Menschenrechte von 1789 unvereinbar ist. Somit ist der Adel als Rechtsbegriff und Status in Frankreich offiziell abgeschafft. Dennoch werden Titel, die in den Monarchien erblich verliehen wurden, nach den ursprünglichen Erbregeln als Teile des Namens anerkannt, können aber nicht durch Selbstannahme oder Gewohnheitsrecht erworben oder angeeignet werden. Sie werden durch das französische Recht wie der Name geschützt, auch wenn sie keine Privilegien oder Vorzüge beinhalten.

### Situation heute

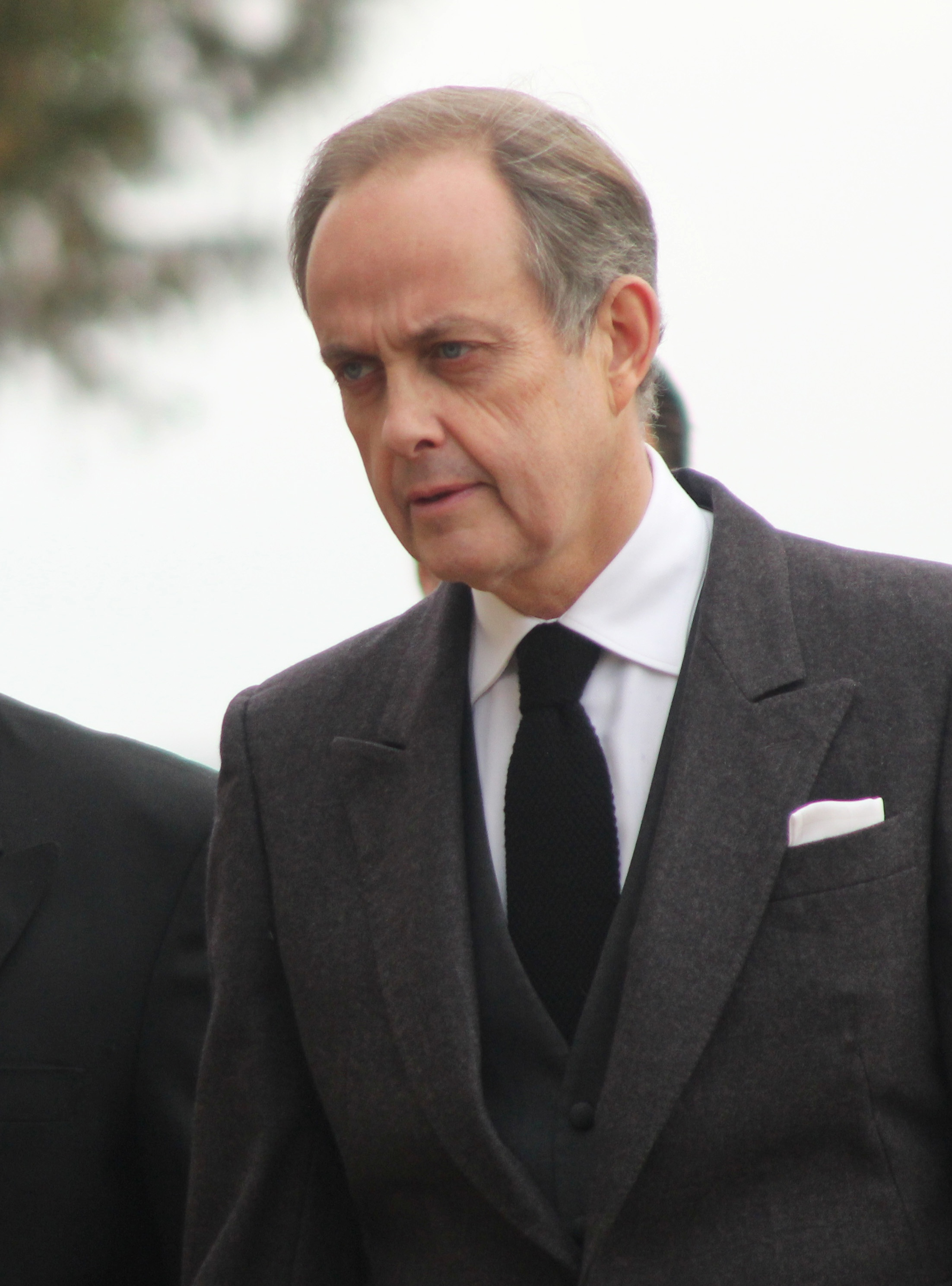
Jean d’Orléans (* 1965), Graf von Paris

Die Aufsicht über die ehemaligen Adelstitel wird von einem Büro des französischen Justizministeriums ausgeübt, welches einen Titelträger zur Verwendung in offiziellen Dokumenten wie z. B. Geburtsurkunden ermächtigen kann. Der französische Thronprätendent aus dem Hause Orléans, Jean Graf von Paris, verleiht bis heute innerhalb seiner Familie Herzogs- und Grafentitel, die von heutigen französischen Gerichten als reine Höflichkeitstitel bezeichnet, jedoch als solche auch verwendet werden.
Es existieren mehrere Organisationen, die Adel als Aufnahmekriterium voraussetzen und die sich eine gegenseitige Unterstützung, die Wahrung der Interessen des Adels und die Vergrößerung ihres Einflussbereichs zum Ziel gesetzt haben. In Frankreich ist insbesondere die ANF (Association d’entraide de la noblesse française) zu nennen. Auf europäischer Ebene ist der Adel beispielsweise durch die Association de la Noblesse Européenne vertreten.
Viele Familien des französischen Adels besitzen bis heute Schlösser und Ländereien, die während der Französischen Revolution oft enteignet und danach wieder restituiert worden waren. Der frankophone Adel (eingeschlossen der belgische Adel), vor allem die Familien des Ancien Régime, pflegt bis heute Traditionen der höfischen Etikette, die ihn von anderen Gesellschaftsschichten auffallend unterscheiden, insbesondere die Anrede in der zweiten Person Plural (Vous / Sie – wörtlich Ihr/Euer) für alle Personen, die man nicht in seiner Kindheit als etwa Gleichaltrige kennengelernt hat. Es siezen sich somit auch enge Freunde, die sich erst in späteren Lebensabschnitten kennengelernt haben und sogar Ehepaare sowie Eltern und Kinder untereinander.

## Titel des französischen Adels
Die Rangtitel des französischen Adels im Ancien Régime entsprachen dem System in Italien, Spanien und auch Großbritannien: Herzog (duc), Markgraf (marquis), Graf (comte), Vizegraf (vicomte), Freiherr (baron), Ritter (chevalier) und einfacher Herr, Edelherr oder Gutsherr (seigneur), wobei die Inhaber der höheren Titel auch Pair de France sein konnten. Die napoleonische noblesse impériale kannte dagegen nur fünf Rangstufen: prince de l’Empire, duc de l’Empire, comte de l’Empire, baron de l’Empire und chevalier de l’Empire.

## Überlebende Herzogsfamilien
Von der einzigen noch existierenden Linie der Kapetinger, dem Haus Bourbon, ist der Zweig des Hauses Orléans bis heute in Frankreich vertreten, die Bourbon-Anjou sind Könige von Spanien, die Zweige Bourbon-Sizilien und Bourbon-Parma regierten bis 1860/61 in Teilen Italiens.
Vom alten Hochadel der Kapetinger haben bis heute folgende Herzogsfamilien überlebt: Audiffret-Pasquier, Bauffremont, Blacas d’Aulps, Caylus (Haus Rougé), Cossé-Brissac, Broglie, des Cars, Choiseul-Praslin, Clermont-Tonnerre, Gramont, Harcourt, de Riquet de Caraman (ab 1828 Ducs de Caraman), Caumont (ab 1637 Ducs de La Force), La Rochefoucauld, Durfort de Civrac (Ducs de Lorges), d’Albert (Herzog von Luynes), Maillé de la Tour-Landry (Montmorency), Montesquiou-Fezensac, Rochechouart (Herzöge von Mortemart), Noailles (Herzöge von Noailles, Ayen und Mouchy, Fürsten von Poix), Polignac, Sabran-Pontevès, Rohan-Rochefort, Rohan-Chabot (des Stammes Chabot) und Crussol (Herzöge von Uzès). Dabei reichen, neben den Kapetingern, nur die Häuser Gramont, Harcourt, Rochechouart, La Rochefoucauld und Rougé urkundlich in die Zeit vor der ersten Jahrtausendwende zurück. 
Bei anderen Familien, die heute noch hochadlige Namen wie den des Hauses von La Tour d’Auvergne-Lauraguais tragen, ist (aufgrund behaupteter unehelicher Abstammung) die historische Verbindung zu den alten fürstlichen Adelslinien ungeklärt.
Die napoleonischen Herzöge (sechs Geschlechter blühen noch) sind zumeist Nachkommen von Marschällen: Suchet d’Albufèra, Davout d’Auerstädt, Goyon de Feltre, Mac-Mahon de Magenta, Lannes de Montebello, Fouché d’Otrante, Masséna de Rivoli. Sie wurden vom alten Adel anfangs boykottiert, dann aber im Laufe des 19. Jahrhunderts angesichts des Aufstiegs eines reichen Bürgertums (Bourgeoisie) zunehmend anerkannt, so dass heute zahlreiche Familienbande zwischen den beiden Herzogsgruppen sowie generell zwischen dem Adel des Ancien Régime und dem napoleonischen Adel bestehen.